# Yoel García
Yoel García (Nueva Gerona, Cuba, 25 de noviembre de 1973) es un atleta cubano retirado, especializado en la prueba de triple salto en la que llegó a ser subcampeón olímpico en 2000.

## Carrera deportiva
En los JJ. OO. de Sídney 2000 ganó la medalla de plata en el triple salto, llegando hasta los 17.47 metros, tras el británico Jonathan Edwards (oro con 17.71 m) y por delante del ruso Denis Kapustin (bronce con 17.46 m).